# Peter Løvenkrands
Peter Rosenkrands Løvenkrands (Hørsholm, Dinamarca, 29 de enero de 1980) es un exfutbolista y entrenador danés que jugaba de delantero. Desde el final de la temporada 2023-24 está sin equipo tras abandonar el Aalborg BK.

## Selección nacional
Fue internacional con la selección de fútbol de Dinamarca en 22 ocasiones en las que anotó un gol.

### Participaciones en Copas del Mundo
| Mundial                        | Sede                | Resultado        |
| ------------------------------ | ------------------- | ---------------- |
| Copa Mundial de Fútbol de 2002 | Corea del Sur Japón | Octavos de final |

## Clubes

### Como jugador
| Club                   | País       | Año       |
| ---------------------- | ---------- | --------- |
| Akademisk Boldklub     | Dinamarca  | 1998-2000 |
| Rangers F. C.          | Escocia    | 2000-2006 |
| F. C. Schalke 04       | Alemania   | 2006-2009 |
| Newcastle United F. C. | Inglaterra | 2009-2012 |
| Birmingham City F. C.  | Inglaterra | 2012-2014 |

### Como entrenador
| Club              | País      | Año       |
| ----------------- | --------- | --------- |
| Fremad Amager     | Dinamarca | 2021-2022 |
| Aalborg BK sub-19 | Dinamarca | 2023-2024 |

## Palmarés

### Títulos nacionales
| Título                     | Club               | País      | Año  |
| -------------------------- | ------------------ | --------- | ---- |
| Copa de Dinamarca          | Akademisk Boldklub | Dinamarca | 1999 |
| Copa de la Liga de Escocia | Rangers F. C.      | Escocia   | 2002 |
| Copa de Escocia            | Rangers F. C.      | Escocia   | 2002 |
| Copa de la Liga de Escocia | Rangers F. C.      | Escocia   | 2003 |
| Premier League de Escocia  | Rangers F. C.      | Escocia   | 2003 |
| Copa de Escocia            | Rangers F. C.      | Escocia   | 2003 |
| Copa de la Liga de Escocia | Rangers F. C.      | Escocia   | 2005 |
| Premier League de Escocia  | Rangers F. C.      | Escocia   | 2005 |